# Cinnamomum caryophyllus
Cinnamomum caryophyllus är en lagerväxtart som först beskrevs av João de Loureiro, och fick sitt nu gällande namn av Spencer Le Marchant Moore. Cinnamomum caryophyllus ingår i släktet Cinnamomum och familjen lagerväxter. Inga underarter finns listade i Catalogue of Life.